# Modiolus barbatus
El mejillón barbudo o mejillón barbado (Modiolus barbatus) es una especie de molusco bivalvo de la familia Mytilidae.

## Descripción
La coloración de su concha es marrón oscuro, con el interior azulado o gris, ligeramente irisado, y con motas rojizas. Su longitud es de hasta 7 cm. Se caracteriza por presentar un periostraco con cerdas largas y duras, que sobresalen del borde de su concha.

## Distribución y hábitat
Es propio del mar Mediterráneo y del litoral atlántico europeo, incluidas las islas británicas.
Se encuentran en piedras y rocas a partir de los 5 m de profundidad.